# Julgoldita-(Fe²⁺)
La julgoldita-(Fe²⁺) és un mineral de la classe dels silicats, que pertany al grup de la pumpel·lyita. Rep el seu nom de Julian Royce Goldsmith, mineralogista i geoquímic de la Universitat de Chicago, Estats Units, i del seu contingut en ferro.

## Característiques
La julgoldita-(Fe²⁺) és un silicat de fórmula química Ca₂(Fe²⁺Fe³⁺₂)(Si₂O₇)(SiO₄)(OH)₂(H₂O). Cristal·litza en el sistema monoclínic. Forma sèries de solució sòlida amb la pumpel·lyita-(Fe2+) i la pumpel·lyita-(Mg).
Segons la classificació de Nickel-Strunz, la julgoldita-(Fe²⁺) pertany a «09.B - Estructures de sorosilicats amb grups barrejats de SiO₄ i Si₂O₇; cations en coordinació octaèdrica [6] i major coordinació» juntament amb els següents minerals: al·lanita-(Ce), al·lanita-(La), al·lanita-(Y), clinozoisita, dissakisita-(Ce), dol·laseïta-(Ce), epidota, epidota-(Pb), khristovita-(Ce), mukhinita, piemontita, piemontita-(Sr), manganiandrosita-(La), tawmawita, manganipiemontita-(Sr), ferrial·lanita-(Ce), clinozoisita-(Sr), manganiandrosita-(Ce), dissakisita-(La), vanadoandrosita-(Ce), uedaïta-(Ce), epidota-(Sr), al·lanita-(Nd), ferrial·lanita-(La), åskagenita-(Nd), zoisita, macfal·lita, sursassita, okhotskita, pumpel·lyita-(Fe2+), pumpel·lyita-(Fe3+), pumpel·lyita-(Mg), pumpel·lyita-(Mn2+), shuiskita, julgoldita-(Fe3+), pumpel·lyita-(Al), poppiïta, julgoldita-(Mg), ganomalita, rustumita, vesuvianita, wiluïta, manganovesuvianita, fluorvesuvianita, vyuntspakhkita-(Y), del·laïta, gatelita-(Ce) i västmanlandita-(Ce).

## Formació i jaciments
Va ser descoberta a Långban, una zona minera que es troba al municipi de Filipstad, a la província sueca de Värmland. Sol trobar-se associada a altres minerals com: apofil·lita, barita, hematites, magnetita, ilvaïta, calcita, quars, clorita, prehnita, epistilbita, estilbita, pectolita, laumontita, babingtonita i titanita.